# Hans Porner
Hans Porner (* um 1355 in Braunschweig; † 1430 in ebenda) war ein deutscher Kaufmann, Kämmerer, Gewandschneider und Bankier.

## Leben
Hans Porner entstammte einer im 14. Jahrhundert erstmals in der Stadt nachweisbaren Familie des aufsteigenden Bürgertums. 1398 wurde er von der Kramer-Gilde in den Rat des Weichbildes Altstadt gewählt. Porner war anschließend über lange Jahre hinweg und so lange wie niemand sonst Mitglied des sogenannten „sitzenden“, das heißt geschäftsführenden Rates.
Sein starkes persönliches Engagement für die Ratsarbeit führte dazu, dass er gesamtstädtische Ämter des Gemeinen Rates, oberstes Kollegialorgan der fünf autonomen Braunschweiger Weichbilde, übernahm. So hatte Porner von 1398 bis 1406 die Aufsicht über die Steinbrüche, von 1413 bis 1418 die Verwaltung des Schloss-Amtes Neubrück. Außerdem leitete er den Marstall, die Mühlen und Ziegeleien sowie die Wechselbuden. 1418 erstellte er ein umfangreiches Verzeichnis sämtlicher Pfandschlösser, samt deren Inventar und Zubehör.
Aufgrund seiner fachlichen Kompetenz wurde Porner von 1406 bis 1430 die Führung der Kämmereibücher übertragen. Dadurch kam ihm eine fast 25 Jahre andauernde einzigartige Position im Finanzwesen der Gesamtstadt Braunschweig zu. Das von ihm von 1417 bis 1426 geführte und seit dem 16. Jahrhundert als Hans Porners denkeboek bezeichnete Buch enthält wichtige Informationen aus unterschiedlichen Themenbereichen, die sich über einen Zeitraum von 1367 bis 1426 erstrecken. Es schließt teilweise an die ab 1401 von älteren Ratsherren konzipierte sogenannte Heimliche Rechenschaft an, die vermutlich vom Großen Bürgermeister der Altstadt Herman von Vechelde verfasst wurde.
Obwohl sein Leben der Arbeit in der städtischen Verwaltung gewidmet war, unternahm Porner eine Wallfahrt nach Jerusalem, die der Historiker und Archivar der Stadt Braunschweig, Ludwig Hänselmann 1874/1875 als Buch unter dem Titel Hans Porners Meerfahrt veröffentlichte.
Die Hans-Porner-Straße im Stadtteil Bebelhof wurde nach ihm benannt.